# Birmingham (Verenigd Koninkrijk)
Birmingham is een district  met de officiële titel van city, in het stedelijk graafschap (metropolitan county) West Midlands. De stad is de op een na grootste van het land, en heeft 1.100.000 inwoners. In de hele metropool leven circa 2,6 miljoen mensen.
Birmingham was het centrum van de Britse metaalindustrie en van de "Black Country", zo genoemd naar de rokende fabrieksschoorstenen die zich hier concentreerden ten tijde van de Industriële revolutie. Evenals andere steden in de regio, zoals Wolverhampton, Dudley en Coventry, is Birmingham tegenwoordig een centrum voor de dienstverlenende sector, met futuristische hoogbouwkantoren. Hoe het gebied er vroeger uitzag is nog een beetje te zien in het Black Country Museum, dat een aantal authentieke huizen en ambachtelijke bedrijfjes toont.
Birmingham wordt vaak Brum genoemd (afgeleid van de oude naam Brummagem), en de inwoners, die Engels met een karakteristiek dialect spreken, heten Brummies. Het is een van de meest multiculturele steden van het Verenigd Koninkrijk. Een groot deel van de bevolking komt uit het Caraïbische gebied, van het Indisch subcontinent of uit Ierland.
Volgens de volkstelling van 2001 behoort 29,7% van de inwoners tot een etnische minderheid. In Birmingham wonen na Jamaica de meeste rastafari's ter wereld, en in de stad vindt ook de op twee na grootste parade ter gelegenheid van St. Patrick's Day plaats, na die in Dublin en New York.
De stad wordt jaarlijks door miljoenen toeristen bezocht, en biedt na West End in Londen de beste gelegenheid van het land om inkopen te doen. Het ooit door reusachtige grauwe industriecomplexen gedomineerde stadsbeeld is in de laatste jaren aanzienlijk opgeknapt.

## Geschiedenis

### Oudheid en vroege middeleeuwen
Het gebied rond Birmingham kende in de bronstijd al kleine boerendorpen. In de Romeinse tijd liep een belangrijke weg door Birmingham. In het gebied van de huidige zuidelijke voorsteden bevond zich toen een Romeins legerkamp. Er is een kleine Romeinse vestiging (vicus) opgegraven. Na het vertrek van de Romeinen is het gebied geruime tijd dunbevolkt gebleven, omdat de bodem ongeschikt was voor intensieve landbouw. Het gebied waar nu de stad ligt was in die tijd bedekt met bos. De naam Birmingham komt van het Angelsaksische Beormingaham (dorp van de stam van Beorma). Beorma was waarschijnlijk een lokaal stamhoofd. Later werd de naam Brummagem en ten slotte Birmingham.

### Middeleeuwen
Na de verovering van Engeland door de Noormannen werd het gebied een leen van een familie De Birmingham, die daar een klein boerendorp lieten oprichten. In het Domesday Book wordt Birmingham genoemd als een relatief onbelangrijk dorp met een waarde van slechts 20 shilling. In het jaar 1154 verkreeg leenheer Peter de Birmingham het recht markten te laten houden. De markt, die Bull Ring werd genoemd, maakte de ontwikkeling van een onbeduidend boerendorp tot welvarend handelscentrum mogelijk. Rond 1300 was Birmingham al de op twee na grootste plaats van het graafschap Warwickshire, na Coventry en Warwick. De familie De Birmingham heerste over het gebied tot 1527, toen de hertog van Northumberland het leen overnam.

### Begin van de industrialisatie
Vanaf de 15e eeuw werd Birmingham het centrum van talrijke metaalverwerkende bedrijven, en van de wapensmeden (zwaarden en geweren). Omdat Birmingham in het midden van het land lag, ver van de zeehandelsroutes, moesten producten van hoge kwaliteit worden geleverd, wilde men een kans hebben op de exportmarkt. De naam Birmingham werd al snel synoniem met kwaliteit.
De wapenhandel kreeg vooral een impuls door de Engelse Burgeroorlog. In 1642 werd Birmingham door koninklijke troepen verwoest. Daarom koos de stad de kant van de republikeinen en leverde wapens aan hun leger. Voor de troepen van Oliver Cromwell zouden vijftienduizend zwaarden zijn geleverd.

### De industriële revolutie
Dankzij de goedopgeleide arbeidskrachten en door de ligging van Birmingham dicht bij de steenkoolgroeven van Warwickshire en Staffordshire groeide de stad snel. Aan het eind van de achttiende eeuw was Birmingham de grootste stad van Warwickshire.
Rond 1800 werd een fijnvertakt netwerk van kanalen aangelegd, dat de groei nog meer bevorderde. In de jaren dertig van de negentiende eeuw werden spoorwegen naar Liverpool, Manchester en Londen aangelegd. Birmingham New Street werd een van de belangrijkste stations van het land. Door de Reform Act van 1832 kreeg de stad voor het eerst een vertegenwoordiger in het Lagerhuis te Londen.
Rond 1850 was Birmingham al de op een na grootste stad van het land. Birmingham kreeg de bijnaam "city of a thousand trades" vanwege de enorme verscheidenheid aan goederen die hier werden geproduceerd. De vele industriecomplexen maakten Birmingham tot een grijze, ongezonde en onvriendelijke stad. In 1896 kreeg Birmingham stadsrechten. Tussen 1889 en 1911 werden de voorsteden Aston, Edgbaston, Erdington, Handsworth, King’s Norton, Northfield en Yardley deel van de gemeente.

### Twintigste eeuw

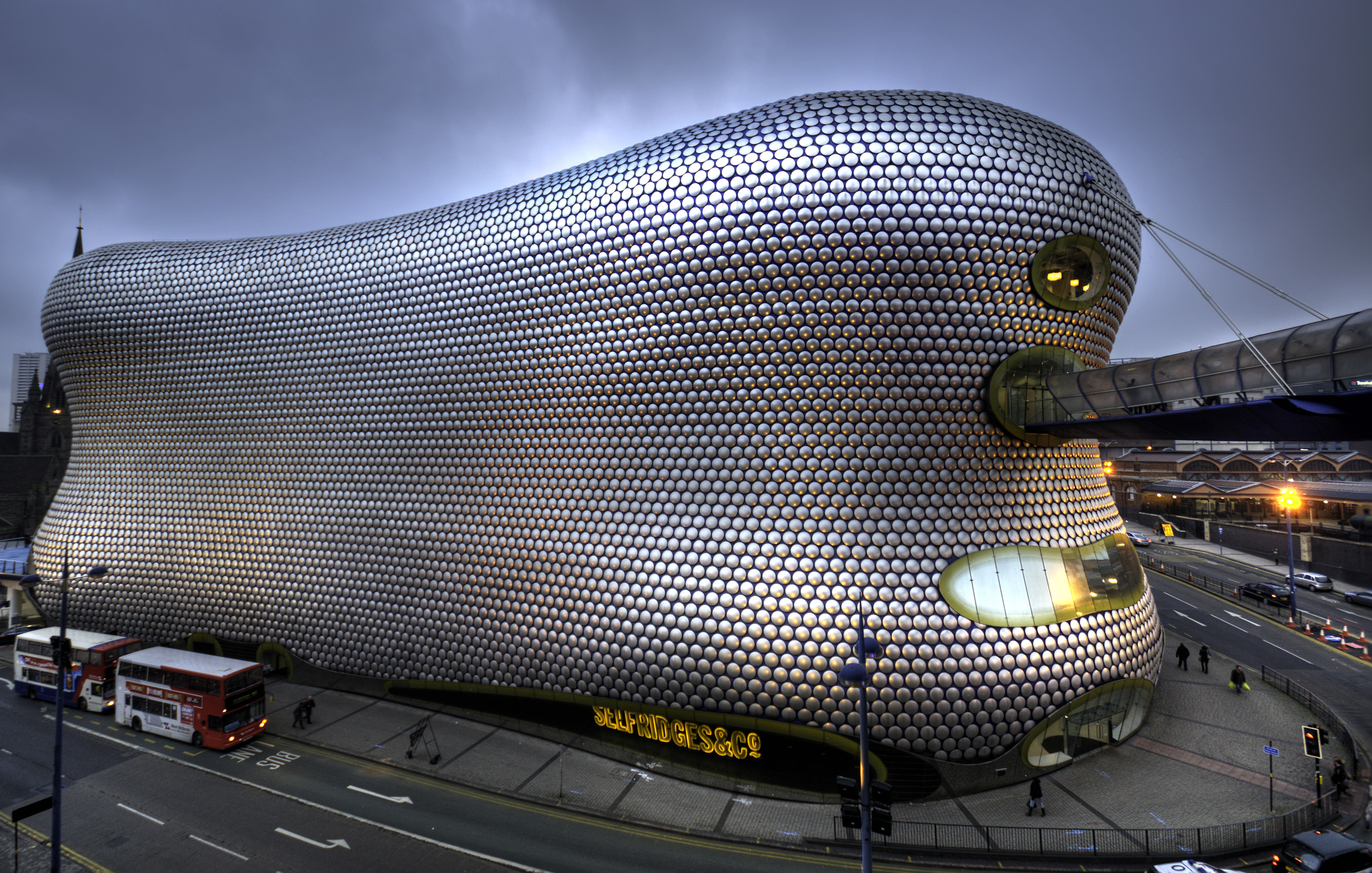
Selfridges Birmingham

Tijdens de Eerste en Tweede Wereldoorlog werden in Birmingham allerlei militaire goederen geproduceerd: munitie, bepantsering, helmen en mijnen. Ook werden hier jachtvliegtuigen en bommenwerpers gebouwd (Hawker Hurricane, Avro Lancaster, Spitfire).
De stad werd door bombardementen door de Duitse Luftwaffe zwaar beschadigd. Meer dan vijfduizend mensen werden gedood, en meer dan zesduizend huizen werden verwoest, maar het moreel bleef ongebroken. Men zegt dat het Verenigd Koninkrijk de oorlog zou hebben verloren zonder de industriële productie van Birmingham.
Na de oorlog werden veel van de getroffen arbeiderswijken afgebroken, omdat ze zich deels tot achterbuurten hadden ontwikkeld. Grote delen van de stad, inclusief het centrum, werden opnieuw gebouwd. Na een gemeentelijke herindeling in 1974 werd de voorstad Sutton Coldfield bij Birmingham gevoegd. Birmingham werd een stadsdistrict.
In 1950 begon een grote immigratiegolf. Veel mensen uit het Britse Gemenebest trokken naar Birmingham en de nabije omgeving. In het jaar 2001 behoorde 29,7% van de bevolking tot etnische minderheden. Van de totale bevolking kwam 10,6% uit Pakistan, 5,7% uit India en 6,1% uit het Caraïbische gebied. Vanaf 1980 volgde een tweede golf, ditmaal van mensen uit Kosovo en uit Somalië. Meningsverschillen tussen minderheden en de politie leidden in 1985 tot hevige rassenrellen.
Sinds de jaren zeventig ontwikkelde Birmingham zich van industriestad tot centrum voor de dienstverlenende sector. Naast de luchthaven werd het National Exhibition Centre gebouwd, de grootste jaarbeurs van het land. In 1998 vond in Birmingham een G8-topontmoeting plaats, en in 1999 vond hier het wereldwijde IUGG-congres plaats. Birmingham was kandidaat Culturele hoofdstad van Europa voor 2008, zonder succes.

### Ontwikkeling van het aantal inwoners
1550: 1.500
1650: 5.000
1750: 24.000
1800: 75.000
1900: 650.000
1981: 1.013.431
2002: 990.000
2012: 1.089.764
2018: 1.141.374

## Economie
In de tijd van de Industriële revolutie bloeiden Birmingham en de omliggende streken op. In de fabrieken werden zwaarden, kanonnen, pistolen, uurwerken, sieraden, spoorwegwagons en stoommachines vervaardigd. Hoewel Birmingham meer dan 100 kilometer van zee ligt, werden er zelfs schepen gebouwd. De voorgefabriceerde delen werden aan de kust samengevoegd.
In 1836 werd het eerste filiaal van de Midland Bank geopend. Dit werd een van de grootste banken van het land. Tegenwoordig is de Midland Bank onderdeel van het HSBC-concern. Tot 2003 werden in de Birmingham Mint, het oudste onafhankelijke munthuis ter wereld, munten geslagen. Birmingham is een centrum van de bierindustrie en de chocolade-industrie. Ook worden er auto's van de MG Rover Group gebouwd.
Hoewel de industrie nog steeds een belangrijke rol speelt, wordt deze langzaam maar zeker door de dienstensector overtroffen. Ook de financiële sector en het toerisme worden steeds belangrijker.

## Sport
In Birmingham spelen twee van de oudste en meest gerenommeerde voetbalclubs van de Football League, Aston Villa (opgericht in 1874) en Birmingham City (opgericht in 1875). De club West Bromwich Albion komt uit een van de voorsteden. De eerste professionele voetbalbond van Engeland werd op 22 maart 1885 opgericht in Aston. Enkel tussen 1967 en 1972 speelde geen van beide clubs in de hoogste klasse, tot Aston Villa in 2016 opnieuw degradeerde.
Birmingham was speelstad bij het WK voetbal van 1966 en het EK voetbal van 1996. Bij beide toernooien werden de wedstrijden gespeeld in Villa Park, het stadion van Aston Villa. Dit stadion werd in 2015 ook gebruikt toen Birmingham speelstad was voor het WK rugby.
Birmingham is ook het centrum van de Britse atletiek. In 2003 werden hier de wereldkampioenschappen indooratletiek gehouden. In 2007 vonden hier de Europese kampioenschappen indooratletiek plaats. Ook wordt in Birmingham sinds 2010 jaarlijks de Birmingham Grand Prix georganiseerd. Andere geliefde sporten zijn golf, rugby, basketbal, boksen, cricket, hockey en badminton.
In 2022 vonden de Gemenebestspelen in en rondom de stad plaats.

## Cultuur

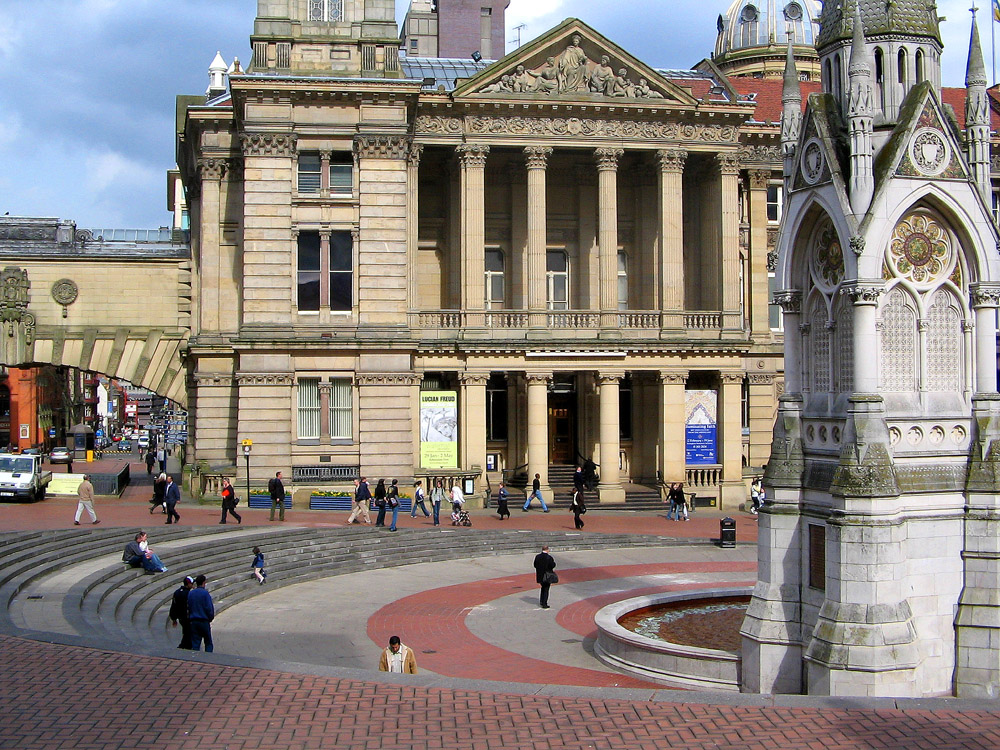
Birmingham Museum & Art Gallery op Chamberlain Square

Birmingham bezit diverse theaters, concertzalen, musea en galeries. De stad speelde een pioniersrol in de graffiti- en hiphopcultuur. Er vinden talrijke culturele evenementen plaats, bijvoorbeeld het Birmingham Film Festival, de militaire taptoe Birmingham Tattoo en de op drie na grootste parade ter wereld ter gelegenheid van St. Patrick's Day (na Dublin, Londen en New York).

### Theater, ballet en klassieke muziek
Tot de belangrijkste theaters in Birmingham behoren de Birmingham Hippodrome, het New Alexandra Theatre ('The Alex'), het Birmingham Repertory Theatre ('The Rep'), met een eigen theatergezelschap, en de Old Rep.
Het Birmingham Royal Ballet, voortgekomen uit het Londense Sadler's Wells Theatre Ballet, is sinds 1990 gevestigd in de Birmingham Hippodrome. Aan het gezelschap is een eigen symfonieorkest verbonden, de Royal Ballet Sinfonia, dat daarnaast ook zelfstandig concerten geeft in de Birmingham Hall. Het City of Birmingham Symphony Orchestra heeft als thuisbasis de Symphony Hall. Het orkest oogstte vooral onder dirigent Simon Rattle (1980-'98) wereldwijd lof. Een derde orkest dat in Birmingham is gevestigd is het semiprofessionele Birmingham Philharmonic Orchestra. Het conservatorium van de stad, het Birmingham Conservatoire, is internationaal bekend.

### Populaire muziek
Aan het eind van de jaren zestig ontstond in Birmingham de heavy metal-stroming, met bands als Black Sabbath. Ook The Fortunes, The Move en Robert Plant, de zanger van Led Zeppelin, komen uit Birmingham.
De firma Bradmatic uit Birmingham ontwikkelde en fabriceerde de Mellotron, een van de eerste bruikbare synthesizers, zij het nog geheel mechanisch. De Mellotron had veel invloed op de symfonische rockmuziek, bijvoorbeeld van de uit Birmingham afkomstige groep Moody Blues.
Andere bands die hier begonnen, waren The Spencer Davis Group, Judas Priest, Bolt Thrower, Napalm Death, Traffic, Electric Light Orchestra en Duran Duran.
Verder zijn zangers en liedjesschrijvers als Steve Winwood, Phil Lynott (van Thin Lizzy), Jeff Lynne en Joan Armatrading, maar ook drummer Carl Palmer (van Emerson, Lake & Palmer) uit Birmingham afkomstig, of startten er hun carrière.
Na de immigratie vanuit het Caraïbisch gebied in de jaren zeventig, werd de reggae-muziek steeds belangrijker; de bekendste vertegenwoordiger is UB40. In de jaren tachtig werden andere bands uit Birmingham wereldberoemd, zoals Duran Duran en Dexys Midnight Runners. In de jaren negentig werd Birmingham het centrum van de Britse hiphop, de house en de door Indiase elementen beïnvloede Bhangra rap.

### Literatuur

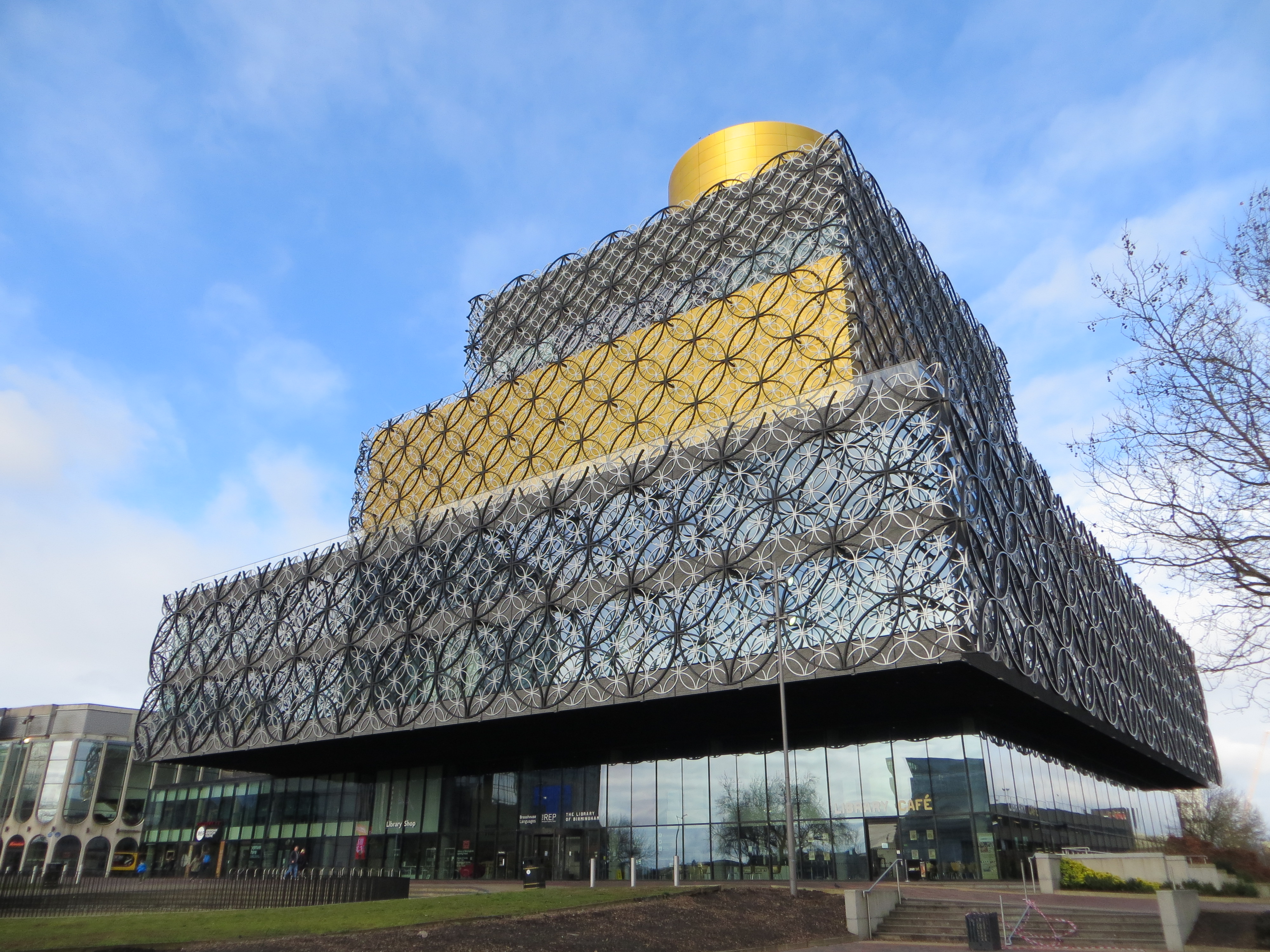
Library of Birmingham

## Bezienswaardigheden
- Birmingham Museum & Art Gallery
- Birmingham Botanical Gardens
- The Barber Institute of Fine Arts – museum met werken van Van Gogh, Rodin, Picasso en Monet
- New Street Station – een van de grootste spoorwegstations van het land
- Library of Birmingham – de grootste openbare bibliotheek van Europa, gelegen aan Centerary Square en ontworpen door Mecanoo
- Rotunda – cilindervormige kantoortoren
- Brindleyplace en Millennium Point – twee voorbeelden van succesvolle stadsvernieuwing
- Chinese Quarter 伯明翰唐人街 – de Chinese wijk met vele toko's, Chinese restaurants en gebouwen in Chinese stijl. Birmingham Chinatown kent tegenwoordig een druk nachtleven
- National Sealife Centre – reusachtige zoet- en zoutwateraquaria
- Thinktank, Birmingham Science Museum – technisch museum, met onder meer de oudste nog werkende stoommachine ter wereld (in 1779 gebouwd door James Watt)
- Jewellery Quarter – de grootste concentratie van juwelierszaken en sieradenateliers in Europa
- Bullring – nieuw winkelcentrum in de binnenstad van Birmingham met Selfridges Birmingham
- Pen Museum - Museum over de geschiedenis van de pennenmakerij in Birmingham.

## Civil parishesin district Birmingham
New Frankley in Birmingham.

## Onderwijs
Birmingham heeft drie universiteiten, de University of Birmingham, de Aston University en de University of Central England (vroeger bekend als Birmingham Polytechnic). Het meer dan honderd jaar oude conservatorium van Birmingham is een van de meest gerenommeerde in het land.

## Verkeer

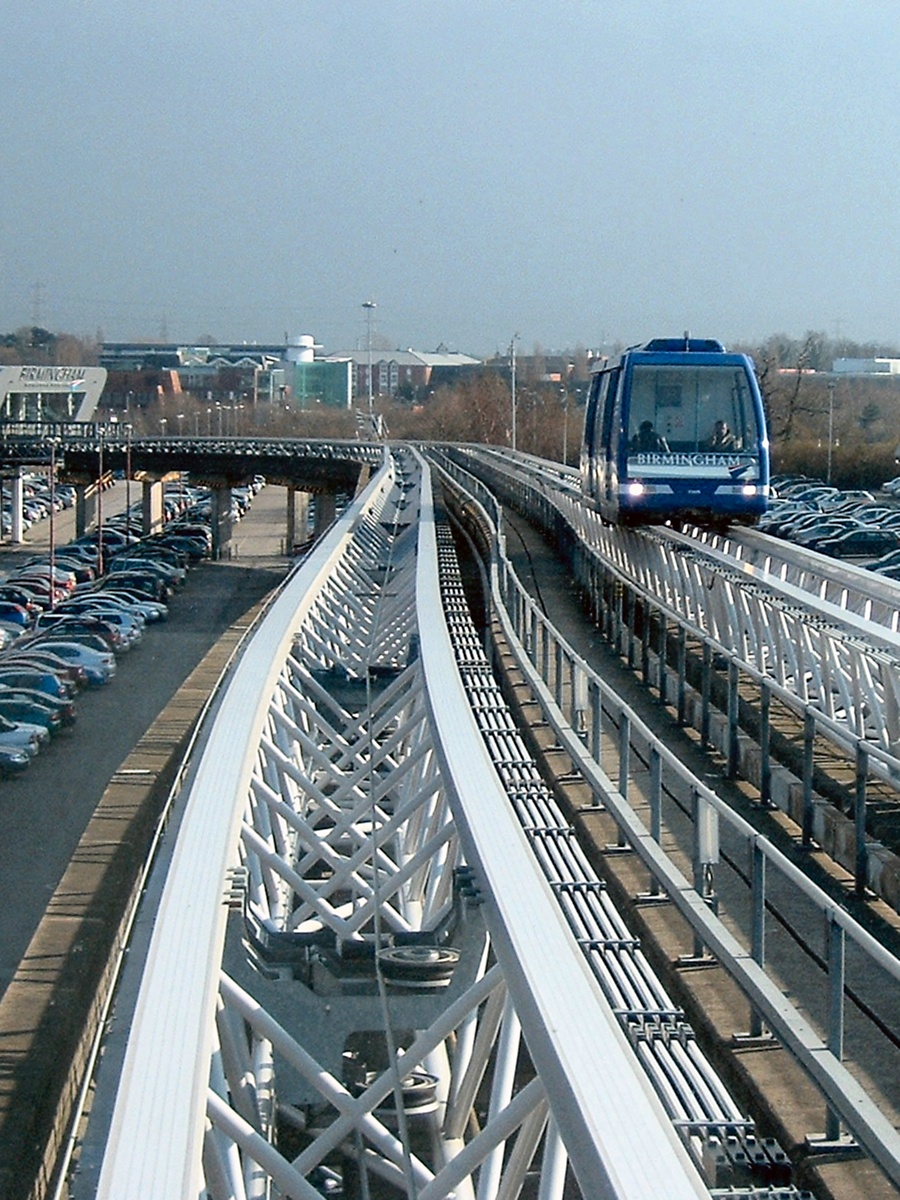
Birmingham Airport: people mover

Het hoofdstation van Birmingham, New Street Station, geldt als grootste spoorwegknooppunt van het Verenigd Koninkrijk. Van hier vertrekken treinen naar alle belangrijke steden van het land.
De Midland Metro is een tram, die Birmingham met de naburige steden Wednesbury, West Bromwich en Wolverhampton verbindt. Er zijn plannen voor uitbreidingen in het centrum en naar Dudley. De stadsbussen zijn verregaand gedereguleerd.
Bij Birmingham komen verschillende autosnelwegen samen. Het knooppunt Gravelly Hill, noordoostelijk van de stad, is dermate gecompliceerd dat het schertsend "Spaghetti Junction" wordt genoemd.
In het oosten van de stad ligt de luchthaven Birmingham International Airport, met vluchten naar bestemmingen in geheel Europa, New York, Dubai en Islamabad. De luchthaven heeft een spoorwegverbinding.
Door Birmingham stromen geen belangrijke rivieren. De stad vormt echter het knooppunt van het kanalenstelsel van Midden-Engeland. De lengte van de kanalen binnen de stadsgrenzen bedraagt 60 kilometer. Er wordt vaak opgemerkt dat Birmingham meer kanalen bezit dan Venetië (de oppervlakte van de stad is ook groter). Veel kanalen waren in de loop der tijd onbevaarbaar geworden, maar zijn sinds de jaren tachtig weer open. Ze zijn geliefde toeristische trekpleisters met veel bars en restaurants eromheen.

## Stedenbanden
- Chicago (Verenigde Staten)
- Frankfurt am Main (Duitsland)
- Guadalajara (Mexico)
- Guangzhou (China)
- Johannesburg (Zuid-Afrika)
- Leipzig (Duitsland)
- Lyon (Frankrijk)
- Milaan (Italië)

## Bekende personen uit Birmingham

### Geboren
- Francis Galton (Sparkbrook, 1822-1911), statisticus en grondlegger van de moderne eugenetica
- Thomas Hill (1829-1908), Amerikaans kunstschilder
- Francis Edward Bache (1833–1858), pianist en componist
- Edward Burne-Jones (1833-1898), kunstschilder en ontwerper (prerafaëlieten)
- Napier Shaw (1854-1945), meteoroloog
- Austen Chamberlain (1863-1937), minister van Buitenlandse Zaken en Nobelprijswinnaar (1925)
- James Lansdowne Norton (1869-1925), oprichter en directeur/eigenaar van Norton Motors Ltd.
- Neville Chamberlain (1869-1940), politicus, van 1937 tot 1940 premier van het Verenigd Koninkrijk
- Thomas J. Hicks (1875-1952), Amerikaans olympisch kampioen marathon 1904
- Francis William Aston (1877-1945), schei-, natuurkundige en Nobelprijswinnaar (1922)
- Charlie Hall (1899-1959), acteur
- Eric Maschwitz (1901-1969), auteur, componist, dramaticus en scenarist
- Barbara Cartland (1901-2000), schrijfster van romantische boeken, stiefgrootmoeder van prinses Diana
- Seton Lloyd (1902–1996), archeoloog en assyrioloog
- Raymond Huntley (1904–1990), acteur
- David Cox (1924-2022), statisticus
- Stanley Myers (1930-1993), filmcomponist
- Peter Butler (1932-2022), golfer
- Tony Richards (1934-2010), voetballer
- Ann Haydon (1938), tennisspeelster
- James Dunn (1939-2020), theoloog en hoogleraar
- Peter Phillips (1939-2025), graficus en kunstschilder
- Clint Warwick (1940-2004), bassist van The Moody Blues
- David Ingram (1941), botanicus en mycoloog
- Daniel Boone (1942-2023), zanger
- John Rostill (1942-1973), basgitarist
- Carl Wayne (1943-2004), zanger en acteur
- Denny Laine (1944-2023), zanger-gitarist
- Nick Mason (1944), drummer
- Bev Bevan (1944), drummer
- Chris Wood (1944-1983), rockmuzikant
- Jasper Carrott (1945), komiek (onder andere The Detectives)
- John Lodge (1945), basgitarist
- Martin Shaw (1945), acteur
- Ian Lavender (1946-2024), acteur
- Martin Barre (1946), gitarist
- David Pegg (1947), basgitarist
- Mike Kellie (1947), musicus, producer en songwriter
- Jeff Lynne (1947), rockmusicus en producer
- Tony Iommi (1948), gitarist
- Ozzy Osbourne (1948-2025), zanger
- Richard Tandy (1948-2024), keyboardspeler
- Bill Ward (1948), drummer
- Steve Winwood (1948), zanger en rockmuzikant
- John Curry (1949-1994), kunstschaatser
- Rob Guest (1950-2008), Nieuw-Zeelands (musical)acteur en zanger
- Carl Palmer (1950), drummer
- Ted Turner (1950), gitarist en zanger
- Julie Walters (1950), actrice en schrijfster
- Rob Halford (1951), zanger
- Jeff Rawle (1951), acteur
- Terence 'Astro' Wilson (1957-2021), Brits-Jamaicaans muzikant
- Benjamin Zephaniah (1958-2023), dichter, schrijver en acteur
- Roger Taylor (1960), drummer
- Roland Gift (1961), zanger en acteur
- Ranking Roger (1963-2019), zanger en muzikant
- Craig Shakespeare (1963-2024), voetballer en voetbaltrainer
- Sadie Plant (1964), schrijver en filosofe
- Joe Dixon (1965), acteur
- Tony Daley (1967), voetballer
- Alice Amter (1970), actrice
- Pal Aron (1971), acteur
- Nicholas R. Bailey (1971), acteur
- Bitty McLean (1972), muziekproducent en zanger
- John Light (1973), acteur
- Darren Moore (1974), voetballer en voetbalcoach
- Darren Byfield (1976), voetballer
- Jamie Delgado (1977), tennisser
- Sarah Smart (1977), actrice
- Scott Calderwood (1978), Schots voetballer
- Darius Vassell (1980), voetballer
- Arthur Darvill (1982), acteur en muzikant
- Joleon Lescott (1982), voetballer
- Mark Lewis-Francis (1982), atleet
- Felicity Jones (1983), actrice
- Sean St Ledger (1984), Iers voetballer
- Duane Henry (1985), acteur
- James Phelps (1986), acteur, vooral bekend als Fred Wemel uit Harry Potter
- Oliver Phelps (1986), acteur, vooral bekend als George Wemel uit Harry Potter
- Daniel Martin (1986), Iers wielrenner
- Gabriel Agbonlahor (1986), voetballer
- Troy Deeney (1988), voetballer
- Micah Richards (1988), voetballer
- James Vaughan (1988), voetballer
- Daniel Sturridge (1989), voetballer
- Tom Davies (1990), youtuber
- Nathan Delfouneso (1991), voetballer
- Stefflon Don (1991), rapper en zangeres
- Romaine Sawyers (1991), voetballer uit Saint Kitts en Nevis
- Pete Dunne (1993), professioneel worstelaar
- Jake Hughes (1994), autocoureur
- Nathan Redmond (1994), voetballer
- Tom Blyth (1995), acteur
- Jack Grealish (1995), voetballer
- Demarai Gray (1996), voetballer
- Rushian Hepburn-Murphy (1998), voetballer
- Max Fewtrell (1999), autocoureur
- Hannah Hampton (2000), voetbalster

### Woonachtig (geweest)
- James Watt (1736-1819), ingenieur en uitvinder, ontwikkelde in Birmingham de stoommachine
- J.R.R. Tolkien (1892-1973), schrijver van In de Ban van de Ring, bracht een groot deel van zijn jeugd in Birmingham en omgeving door